# 克魯肯
克魯肯（Crewkerne）是英國英格蘭索美塞特郡的一個城市，位於約維爾西南9英里（14）處。據2011年英國人口普查，克魯肯人口有7000人。

## 外部連結
- 中的“Crewkerne”
- Town Council （页面存档备份，存于）